# Bloodivores
Bloodivores (em chinês simplificado: 时空囚徒) é um manhua de sobrevivência e ação, escrito e ilustrado por Bai Xiao. Em 01 de outubro de 2016, uma adaptação de anime de origem chinesa-japonesa intitulada Bloodivores (ブ ラ ッ ディヴォ ー レ ス, Buraddivōresu) foi ao ar. O último episódio do anime foi ao ar em 17 de dezembro de 2016. O anime é dirigido por Chen Ye e produzido pela Emon Animation Company (Haoliners Animation League).